# Министерство иностранных дел Кубы
Министерство иностранных дел Кубы (исп. Ministerio de Relaciones Exteriores de la República de Cuba – MINREX) — орган исполнительной власти в Республике Куба, в ведении которого находятся вопросы внешней политики страны.

## История
Необходимость в создании ведомства по вопросам внешней политики возникла после войны за независимость, в первые десятилетия эти функции были возложены на секретариат по государственным делам.
После победы Кубинской революции в январе 1959 года в стране началось создание новой системы органов государственной власти, в ходе которой декретом от 23 декабря 1959 года было образовано министерство иностранных дел и определены его структура и функции. Первым министром иностранных дел стал Рауль Роа.